# Владо Вучинић
Владо Вучинић (Паник, код Билеће, 28. август 1907 – Мируше, код Билеће, 30. мај 1942), учесник Народноослободилачке борбе и народни херој Југославије.

## Биографија
Родио се у Панику, код Билеће, 28. август 1907. године. Отац му се бавио пољопривредом. Основну школу завршио је у Добричеву, а војску је служио у Боки Которској. До почетка Другог светског рата је радио као железнички пружни радник. Са идејама радничког покрета се упознао приликом изградње пруге Билећа − Требиње. Почетком Другог светског рата учествовао је у припремању устанка. Као командант Паничке чете учествовао је у онеспособљавању железничких пруга. У јулу 1941. године постаје члан КПЈ. Водио је са својом четом сталне борбе са усташама. У једној од борби разбио је усташе које су из Требиња кренуле да помогну опкољеном непријатељском гарнизону у Билећи. Тада је убијено више стотина усташа. Након ове борбе је унапређен у чин команданта Билећког батаљона.
У време формирања партизанских ударних батаљона у Херцеговини током априла и маја 1942. године, постављен је за команданта осмог ударног батаљона. Са њима је учествовао у борбама против четника у Црној Гори. У мају је постављен за члана среском комитета КПЈ у Билећи. Четници су по сваку цену желели да га ухавте. У скукобу са њима код села Мируше био је рањен. Исцрпљен од крварења и гоњења не желећи да га ухвате пуцао је себи у главу.
Указом председника ФНР Југославије Јосипа Броза Тита, 27. новембра 1953. године, проглашен је за народног хероја.